# Елисеев, Виталий Борисович
Вита́лий Бори́сович Елисе́ев (род. 30 сентября 1970, Москва, СССР) — российский телеведущий; ведущий информационной программы «Время» на «Первом канале» с 4 июня 2007 года.

## Биография
Родился 30 сентября 1970 года в Москве. Родители по профессии — инженеры, работали в т. н. «почтовом ящике» военно-промышленного комплекса.
Как-то в детстве пошли с папой гулять на Останкинский пруд. Рядом — здание телецентра. «Наверное, хорошо им в этом доме — такая красота рядом», — сказал я тогда папе. А он объяснил, что в этом здании — телевидение и все, что мы видим по телевизору, делается здесь. «Я тоже хочу тут работать», — сообщил я. Удивительно, но через много лет так оно и случилось.
В школе хорошо учился и тяготел к алгебре, физике, географии и астрономии. Увлекался и историей.
После окончания школы под влиянием родителей, которые хотели, чтобы сын пошел по их стопам, поступил в Московский авиационный институт (специальность — радиотехник). Однако он быстро понял, что это не его призвание. Он бросил институт и пошел в армию. Служил в частях ВВС в одном из полков Харьковского военно-авиационного училища летчиков.
На российском телевидении с 1992 года — в этом году Виталий Елисеев пришёл работать в ИТА РГТРК «Останкино». Являлся инженером отдела координации вещания, редактором отдела корреспондентов, озвучивал видеосюжеты за кадром. Он был ответственен за правильное расположение техники на телевизионной площадке.
В 1998—1999 годах принимал участие в пробах на роль ведущего информационных программ, организованных тогдашним главным режиссёром Дирекции информационных программ «ОРТ» Калерией Кисловой, но безуспешно.
С 2005 года возглавлял отдел планирования и продюсирования Дирекции информационных программ «Первого канала».
С 4 июня 2007 года ведёт информационную программу «Время» на «Первом канале», сменив Андрея Батурина. Его напарницей является Екатерина Андреева.

Я прихожу на работу к 10 утра. Отслеживаю новости, обсуждаю с коллегами программу на сегодня. В час дня первый эфир — программа «Время» для Дальнего Востока, там ведь уже девять вечера. В течение дня программа обновляется. В пять вечера идет выпуск для Сибири, затем планерка и подготовка девятичасовых новостей для Центральной России. Потом снова планерка — обсуждаем: все ли новости осветили, правильная ли была подача, и только после этого — домой. А сам себе я до сих пор каждый день за эфир ставлю оценки…
— Виталий Елисеев: с женой мы все «Время» вместе
28 августа 2014 года стало известно, что Виталий Елисеев включён властями Украины в санкционный список «невъездных» на территорию этой страны российских журналистов, состоящий из сорока девяти человек.
С февраля по май 2018 года вёл выпуски программы «Время» исключительно для других часовых поясов. Вернулся в телеэфир на европейскую территорию России 9 мая 2018 года.
Владеет немецким языком.

## Семья
Жена — Марина Елисеева, редактор в Дирекции информационных программ «Первого канала».
- Дочь — Елизавета (род. 1998).

В свободное от работы время Виталий Елисеев предпочитает ловить рыбу.

## Награды и премии
- 21 августа 2018 — Орден Дружбы — за большой вклад в развитие отечественного телевидения и многолетнюю добросовестную работу[13]